# Li Shiji
 Li Shiji (594 - 31 de diciembre de 669), nombre de cortesía Maogong, conocido póstumamente como duque Zhenwu de Ying, fue un general chino que vivió en la dinastía Tang. Su apellido original era Xú, pero más tarde el emperador Gaozu, el emperador fundador de la dinastía Tang, le dio el apellido del clan imperial de Tang, Li. Más tarde, durante el reinado del emperador Gaozong, Li Shiji fue conocido como Li Ji (es decir, se omitió el "Shi" en su nombre) para evitar nombrar tabú porque el nombre personal del predecesor del emperador Gaozong, el emperador Taizong (Li Shimin), tenía el mismo carácter chino "Shi". Li Shiji también se conoce como Xu Maogong (su apellido original y su nombre de cortesía combinados) en las novelas históricas Shuo Tang y Sui Tang Yanyi. 
Li Shiji fue inicialmente un seguidor de Li Mi, uno de los gobernantes rebeldes que se rebelaron contra la dinastía Sui anterior, y se sometió al Imperio Tang después de que Li Mi lo hizo, sobre lo cual el Emperador Gaozu, impresionado con su lealtad a Li Mi, le otorgó el apellido "Li". Más tarde participó en la destrucción de Xu Yuanlang y Fu Gongshi, dos de los competidores del Imperio Tang en la campaña para reunificar a China. Durante el reinado del hijo y sucesor del emperador Gaozu, el emperador Taizong, Li Shiji participó en las exitosas campañas contra los Köktürk y Xueyantuo, permitiendo que el Imperio Tang se convirtiera en el poder dominante en el este de Asia, y también sirvió como canciller . Durante el reinado del emperador Gaozong, se desempeñó como canciller y comandante del ejército contra Goguryeo, destruyendo a Goguryeo en 668. Murió al año siguiente. Él y Li Jing fueron considerados los dos primeros generales Tang más prominentes.

## Primeros años
Xu Shiji probablemente nació en 594. Su clan era originario de la provincia de Cao (曹州 , aproximadamente moderno Heze, Shandong), pero a finales de la Dinastía Sui se mudó a la provincia de Hua (滑州, más o menos moderno Anyang, Henan). El padre de Xu Shiji, Xu Gai (徐蓋) era miembro de la nobleza terrateniente, y se decía que tanto él como Xu Shiji eran generosos, utilizando los rendimientos alimentarios de sus tierras para ayudar a otros, independientemente de si estaban relacionados con ellos. 

## Servicio bajo Zhai Rang y Li Mi
Alrededor de 616, Zhai Rang reunió a un grupo de hombres para resistir el gobierno del Emperador Yang. Xu Shiji se unió a Zhai, y le sugirió que en lugar de saquear a la gente de la región, lo que Zhai había hecho para mantenerse a sí mismo y a sus propios hombres, era inapropiado robarle a la gente su tierra natal. Más bien, sugirió que, como había muchos viajeros en el Gran Canal, deberían robar a los viajeros. Zhai estuvo de acuerdo, y sus incursiones de pillaje en su lugar se dirigieron a viajeros y mensajeros oficiales. Muchas personas se unieron a Zhai, y cuando el general Sui clave Zhang Xutuo (張須陀), que había derrotado a muchos rebeldes agrarios, atacó, Xu mató a Zhang en la batalla a fines de 616, lo que permitió que Zhai fuera aún más aclamado. Alrededor de este tiempo, también se hizo amigo cercano de otro general bajo Zhai, Shan Xiongxin (單雄信), jurando ser hermanos y morir el mismo día. 
Mientras tanto, Li Mi, el estratega del general Sui, Yang Xuangan, quien se rebeló sin éxito contra el Emperador Yang en 613, estaba visitando a los generales rebeldes en la región, buscando vender su gran estrategia para destruir a Sui. Como Li Mi era de noble cuna, y había habido profecías de que el próximo emperador se llamaría Li, comenzaron a surgir pensamientos entre los rebeldes de que Li podría estar destinado a ser el próximo emperador. Xu Shiji y otro asociado cercano de Zhai, Wang Bodang (王伯當), persuadió a Zhai para que apoyara a Li Mi como líder. Zhai estuvo de acuerdo, y después de la victoria sobre Zhang, los rebeldes se acercaron a la capital oriental Luoyang y declararon a Li Mi su líder, con el título de duque de Wei. Xu recibió un título general importante, mientras que Zhai se desempeñó como primer ministro. Después de que Xu logró una victoria sobre el general Sui, Wang Shichong, a quien el Emperador Yang había enviado para reforzar a Luoyang, Li Mi creó a Xu, el duque de Donghai. Por sugerencia de Xu, Li Mi capturó un importante almacenamiento de alimentos: Almacén Liyang (黎陽倉, en Hebi moderno, Henan), y después de hacerlo, abrió el almacenamiento para permitir que las personas en la región que padecen hambrunas puedan tomar alimentos. Como resultado, más de 200,000 hombres se unieron a Li Mi en aproximadamente 10 días, y una serie de comandantes se sometieron a él, incluidos los principales generales rebeldes Dou Jiande y Zhu Can. 
En el invierno de 617, con un conflicto entre Li Mi y Zhai intensificándose, Li Mi le tendió una emboscada a Zhai en una fiesta celebrada por él, matándolo a él, a su hermano Zhai Hong (翟弘), su sobrino Zhai Mohou (翟摩侯), y su estratega Wang Ruxin (王儒信) Durante la emboscada, Xu resultó herido en el cuello y casi muere. Sin embargo, Li Mi declaró que su intención era solo ejecutar a Zhai Rang, y que nadie más que el clan Zhai debía preocuparse. Él atendió personalmente las heridas de Xu, e hizo que Xu, Shan y Wang Bodang se hicieran cargo de las tropas de Zhai. 
En primavera 618, Emperador Yang fue asesinado en Jiangdu (en moderno Yangzhou, Jiangsu) en un golpe dirigido por el general Yuwen Huaji.  Yuwen Pronto abandonado Jiangdu y encabezó atrás al norte, hacia Luoyang, con la élite Xiaoguo Ejército (驍果), dirigiendo a comprehension ambos en Luoyang (dónde Sui los oficiales habían declarado nieto Yang de Emperador Yang Tong el Príncipe de Yue emperador) y en Li Mi  sede. Los enemigos paz hecha, con Li Mi nominally entregando a Yang Tong, cuando ambos lados prepararon para una confrontación de junta con Yuwen.  Cuando parte de este arreglo, Xu también recibió un importante Sui título general. Li Mi, quién había devenido un poco alienado con Xu debido a Xu  crítica que no sea suficientemente premiando los soldados, puestos Xu en cargo de defender Liyang Almacenamiento, y Yuwen posteriormente puesto Liyang debajo asedio, pero Xu no fue sólo capaz a withstand el asedio pero más allá luchado Yuwen exterior, derrotándole.
Más tarde, en 618, Wang Shichong, que se había opuesto al acuerdo de paz con Li Mi, mató a los otros funcionarios clave Lu Chu (盧楚) y Yuan Wendu (元文都), que había abogado por la paz con Li Mi. Otro funcionario que apoyó la paz, Huangfu Wuyi (皇甫無逸), huyeron a Chang'an y se rindieron a la nueva dinastía Tang . Wang tomó el poder como regente . Al escuchar lo que sucedió, Li Mi rompió relaciones pacíficas con el régimen de Yang Tong. Sin embargo, no le prestó mucha atención a Wang, y Wang pronto lo derrotó en un ataque sorpresa, apoderándose de la mayoría de sus tropas. Inicialmente, después de la derrota, Li Mi consideró huir a Xu, en Liyang, pero algunos le advirtieron que Xu casi había muerto cuando mató a Zhai y, por lo tanto, no se podía confiar en él. En cambio, Li Mi huyó a Chang'an y se entregó a Tang. 
Xu, al enterarse de que Li Mi había huido a Chang'an, tomó el control efectivo del antiguo territorio de Li Mi, y cuando Li Mi se había entregado a Tang, decidió someterse también a Tang, pero le dijo a su secretario Guo Xiaoke (郭孝恪): 

El duque de Wei se ha sometido a Tang. Estas personas y esta tierra son propiedad del duque de Wei. Si los presento a Tang, me beneficiaré de la derrota de mi señor y lo convertiré en mi propio logro para recibir la gloria, y me avergonzaría de eso. Ahora, registremos los nombres de las prefecturas y condados, así como los registros del censo de los militares y envíelos al duque de Wei. Permítele que se los ofrezca, y estos serán considerados sus logros.

 Por lo tanto, envió a Guo a Chang'an para informar a Li Mi. El Emperador Gaozu de Tang escuchó que Xu había enviado mensajeros, pero sin ninguna petición para someterse a Tang, solo informa por Li Mi, y se sorprendió. Llamó a Guo y lo interrogó, y Guo transmitió cuáles eran las intenciones de Xu. El emperador Gaozu quedó impresionado y declaró: "Xu Shiji recuerda a su señor y entrega sus logros, y es realmente un tema de corazón puro". Por lo tanto, otorgó el nombre del clan imperial de Li (que compartió con Li Mi) en Xu, que a partir de entonces se conocería como Li Shiji. También creó a Li Shiji, el duque de Cao y a su padre Xu Gai (a partir de entonces también conocido como Li Gai), el príncipe de Jiyin, aunque Li Gai declinó el honor y posteriormente fue creado duque de Shu. Li Shiji permaneció a cargo de la región de Liyang para resistir contra Wang y Dou Jiande. 

## Durante el reinado del emperador Gaozu
Alrededor del nuevo año 619, Li Mi, queriendo revivir su independencia, se rebeló contra Tang pero pronto fue asesinado por el general Tang Sheng Yanshi (盛彥師) El emperador Gaozu envió mensajeros a Li Shiji explicando por qué Li Mi fue asesinado. Li Shiji lloró a Li Mi y solicitó que se le permitiera enterrar a Li Mi con honor. El emperador Gaozu estuvo de acuerdo y envió el cuerpo de Li Mi a Li Shiji. Li Shiji, que todavía usaba ceremonias debido a un gobernante, enterró a Li Mi en un gran funeral al sur de Liyang. 
En el otoño de 619, Dou Jiande, entonces con el título de Príncipe de Xia, lanzó una gran ofensiva, establecida para afirmar su control del territorio al norte del río Amarillo, ya que varias ciudades allí se habían sometido a Tang. Después de varias victorias de Xia, Li Shentong ( 李神通  ) el Príncipe de Huai'an, primo del emperador Gaozu que estaba a cargo de las operaciones Tang al norte del río Amarillo, se retiró a Liyang y unió fuerzas con Li Shiji. Cuando Dou estaba en camino de atacar la prefectura de Wei de Tang (衛州, aproximadamente moderno Weihui, Henan), Li Shiji intentó emboscarlo, y su oficial Qiu Xiaogang (丘孝剛) casi mata a Dou antes de que los guardias de Dou lo maten. Enfurecido, Dou volvió su ataque y atacó a Liyang, capturándolo y apoderándose de Li Shentong, Li Gai, Wei Zheng y la hermana del emperador Gaozu, la princesa Tong'an. Li Shiji pudo salir, pero varios días después, debido a que su padre Li Gai había sido capturado, se entregó a Dou. Dou convirtió a Li Shiji en general y todavía lo mantuvo a cargo de Liyang, pero llevó a Li Gai a la capital de Xia, la Prefectura de Ming (洺州, en Handan moderno, Hebei) para servir como rehén. También puso a Li Shentong bajo arresto domiciliario, como invitado de honor. 
Li Shiji pronto consideró cómo podría someterse nuevamente a Tang, pero le preocupaba que Dou matara a su padre Li Gai. Guo Xiaoke le sugirió que primero necesitaba ganarse la confianza de Dou logrando cosas para Xia. Li Shiji estuvo de acuerdo, y en el invierno de 619, atacó la ciudad de Huojia (en el moderno Xinxiang, Henan), en poder de Wang Shichong (que en ese momento tenía Yang Tong cediendo el trono a él, terminando Sui y estableciendo un nuevo estado de Zheng) y capturó muchos bienes y personas para presentar a Dou, incluida la amiga de la infancia de Dou, Liu Heita. Dou comenzó a confiar en él. Li Shiji le sugirió a Dou que atacara al líder agrario Meng Haigong (孟海公), que luego se sometía nominalmente a Zheng, argumentando que si Xia podía capturar primero las posesiones de Meng, luego podría tener diseños en Zheng. Dou estuvo de acuerdo y envió a su cuñado Cao Dan (曹旦) al sur a través del río Amarillo, uniendo fuerzas con Li Shiji. Dou mismo lo seguiría, y Li Shiji planeó que, tan pronto como Dou mismo llegara, emboscaría el campamento de Dou y lo mataría, y luego trataría de encontrar y salvar a su padre Li Gai. Sin embargo, en este momento, Dou estaba esperando el parto de su esposa, la Emperatriz Cao, y no llegó por un tiempo. Mientras tanto, Cao Dan estaba insultando y saqueando a los otros líderes rebeldes al sur del río Amarillo que se habían sometido a Xia, y los líderes rebeldes estaban resentidos. Uno de ellos, Li Shanghu (李商胡), y la madre de Li Shanghu, Lady Huo, instó a Li Shiji a llevar a cabo su plan lo antes posible, y cuando Li Shiji dudó, Li Shanghu y Lady Huo actuaron por su cuenta, emboscando a Cao Dan, pero mientras mataban a muchos de los generales de Cao. Cao mismo no fue dañado y pronto se preparó para contraatacar. Li Shanghu notificó a Li Shiji y le pidió que atacara a Cao, pero Li Shiji, al ver que Cao ya había tomado precauciones, huyó al territorio Tang con Guo. Cao pronto derrotó y mató a Li Shanghu, pero cuando los funcionarios de Dou sugirieron que Li Gai fuera ejecutado, Dou comentó: "Li Shiji era un sujeto Tang. Fue capturado por nosotros, pero aún recordaba a su antiguo señor y era fiel. ¿Qué pecado tuvo su padre? Dou luego salvó a Li Gai. 
En primavera 620, Li Shiji servido debajo Emperador Gaozu hijo Li Shimin el Príncipe de Qin en resistir una ofensiva importante por Liu Wuzhou el Dingyang Khan, y en un compromiso contra Liu  Canción general Jin'pandilla (宋金剛), Li Shiji era unsuccessful, pero estuvo salvado por Li Shimin. (Li Shimin Finalmente derrotado Liu, forzando Liu para huir a Oriental Tujue.)
En el invierno de 620, con Li Shimin lanzando una gran ofensiva contra el estado Zheng de Wang, el general Zheng Yang Qing (楊慶, un príncipe imperial sui) se rindió Prefectura de Guan (管州, en Zhengzhou moderno, Henan), y Li Shimin enviaron a Li Shiji para hacerse cargo de la Prefectura de Guan. Cuando el hijo de Wang Shichong y el príncipe heredero, Wang Xuanying (王玄應), al enterarse de esto, se dirigió a Guan desde Hulao, pero Li Shiji lo rechazó, y luego hizo que Guo le escribiera una carta a Wei Lu (魏陸), Prefecto de Zheng de la prefectura de Ying (滎州, también en la moderna Zhengzhou), para persuadir a Wei de que se rinda. Wei lo hizo, y esto eventualmente condujo a una reacción en cadena donde las posesiones de Zheng en el este moderno de Henan se rindieron una por una. Wang Xuanying, con miedo, huyó de regreso a la capital de Zheng, Luoyang. Además, en la primavera de 621, el oficial de Wang Shichong Shen Yue (沈悅) se rindió a Li Shiji, permitiendo al general subordinado de Li Shiji, Wang Junkuo (王君廓) para capturar a Hulao y capturar al sobrino de Wang Shichong, Wang Xingben (王行本) el Príncipe de Jing. 
Pronto, sin embargo, con Zheng en una situación desesperada, Wang buscó ayuda de Dou. Dou, creyendo que si Tang destruía a Zheng que su propio estado Xia sería arrinconado, aceptó, y envió a sus tropas de avanzada primero mientras procedía con sus tropas principales más tarde. En el compromiso con las tropas avanzadas de Dou, Li Shimin tuvo a Li Shiji, Chen Zhijie (程知節), y Qin Shubao lideran las tropas, y fueron capaces de derrotar a las tropas avanzadas de Dou. Li Shimin luego escribió a Dou para persuadirlo de que dejara de ayudar a Zheng, pero Dou no cedió. En el verano de 621, Li Shimin enfrentó a Dou en la Batalla de Hulao, derrotándolo y capturándolo. Wang, creyendo que más resistencia sería inútil, se rindió. Li Shimin salvó a Wang, pero mató a varios funcionarios de Zheng que consideraba traicioneros. El hermano jurado de Li Shiji, Shan Xiongxin, a quien Li Shimin consideraba traicionero porque Shan se había vuelto contra Li Mi, también iba a ser ejecutado. Li Shiji le suplicó a Li Shimin que perdonara a Shan, argumentando que Shan era un general capaz que podría ser útil para Tang y ofreciéndole entregar todos sus honores para salvar a Shan de la muerte. Li Shimin se negó. Sin embargo, cuando Shan invocó la promesa que hicieron de morir el mismo día, Li Shiji le dijo que ya había ofrecido su cuerpo al servicio del estado y que el cuerpo ya no era suyo, y que, si moría como bueno, nadie estaría cerca para cuidar a la esposa y los hijos de Shan; por lo tanto, se negó a morir también, pero le cortó un pedazo del músculo de la pierna, lo cocinó e hizo que Shan se lo comiera, diciendo: "Deja que mi carne se vuelva polvo contigo, mi hermano. Con esto, al menos puedo cumplir parte de la promesa". Más tarde ese año, cuando Li Shimin regresó a Chang'an, y el Emperador Gaozu dejó que sus tropas marcharan en sucesión en gran honor, Li Shiji fue uno de los 25 generales honrados, se le permitió usar la misma armadura dorada en la que estaba vestido Li Shimin y para ofrecer a los cautivos en el templo ancestral imperial de Tang. También se unió con su padre Li Gai, quien logró sobrevivir al colapso del régimen de Xia y regresar al territorio Tang. 
El territorio de Xia fue temporalmente ocupado por Tang, pero en el otoño de 621, Liu Heita se levantó contra Tang, declarando que estaba vengando a Dou (a quien el Emperador Gaozu había ejecutado). Liu rápidamente capturó la mayor parte del antiguo territorio de Xia, y cuando Liu se acercó a la antigua capital de Xia, la Prefectura de Ming, Li Shiji, que estaba entonces en la cercana Zongcheng (宗城), abandonó Zongcheng y entró en Ming para ayudar a su defensa, pero a pesar de eso, Liu lo derrotó y capturó a Ming, apoderándolo como su capital y obligando a Li Shiji a huir. Posteriormente, Li Shiji sirvió bajo Li Shimin para atacar a Liu, quien ya se había declarado Príncipe de Handong, en la primavera de 622, y en una batalla, el oficial de Li Shiji Pan Mao (潘毛) mató al mayor general de Liu, Gao Yaxian (高雅賢), que había persuadido a Liu para que se alzara contra Tang en primer lugar. Posteriormente, cuando Liu atacó a Li Shiji, Li Shimin trató de ayudar a Li Shiji, pero fue rodeado y casi capturado, siendo salvado solo por los heroicos de Yuchi Gong. Posteriormente, Li Shimin derrotó a Liu inundando a las tropas de Liu con agua del río Ming (que fluye a través de la prefectura de Ming), y Liu huyó al este de Tujue. (Liu regresaría más tarde ese año y volvería a tomar el antiguo territorio de Xia, antes de ser derrotado decisivamente por el hermano mayor de Li Shimin, Li Jiancheng, el Príncipe Heredero. Posteriormente, Li Shiji siguió a Li Shimin para atacar al aliado de Liu, Xu Yuanlang, el Príncipe de Lu, quien controlaba el moderno Shandong central y occidental), y después de que Li Shimin fue llamado a Chang'an, continuó la campaña contra Xu Yuanlang con Li Shentong y Ren Gui (任瓌) En la primavera de 623, Xu estaba desesperado y abandonó su capital, la Prefectura de Yan, en la moderna Jining (Shandong), y fue asesinado en fuga. Li Shiji tomó su cabeza y se la envió al emperador Gaozu. 
Más tarde, en 623, el general Fu Gongshi se rebeló contra Tang en Danyang (丹楊, en la moderna Nanjing, Jiangsu) y se declaró Emperador de Song. Li Shiji participó en la campaña contra Fu, comandada por el sobrino lejano del emperador Gaozu, Li Xiaogong, el Comandante del Príncipe de Zhao. Después de que las fuerzas Tang convergieron en Danyang y derrotaron a las fuerzas Song en el Monte Bowang (博望山  en Ma'anshan moderno, Anhui), Fu huyó, y Li Shiji lo persiguió y, después de que fue capturado por los caballeros del país, lo entregó a Danyang, donde Li Xiaogong lo ejecutó. 
Hacia 626, Li Jiancheng y Li Shimin estaban encerrados en una intensa rivalidad, y Li Shimin, temiendo que Li Jiancheng pudiera tener la intención de matarlo, solicitó el consejo de Li Shiji y otro general importante, Li Jing, y ambos se negaron a hablar sobre el tema. de hecho, el respeto de Li Shimin por su renuencia a involucrarse en una lucha interna. En el verano de 626, Li Shimin emboscó a Li Jiancheng y a otro hermano, Li Yuanji, el Príncipe de Qi, que apoyó a Li Jiancheng, en la Puerta de Xuanwu y los mató. Luego forzó efectivamente al Emperador Gaozu a crearlo primero como príncipe heredero y luego cederle el trono (como el Emperador Taizong). 

## Durante el reinado del emperador Taizong

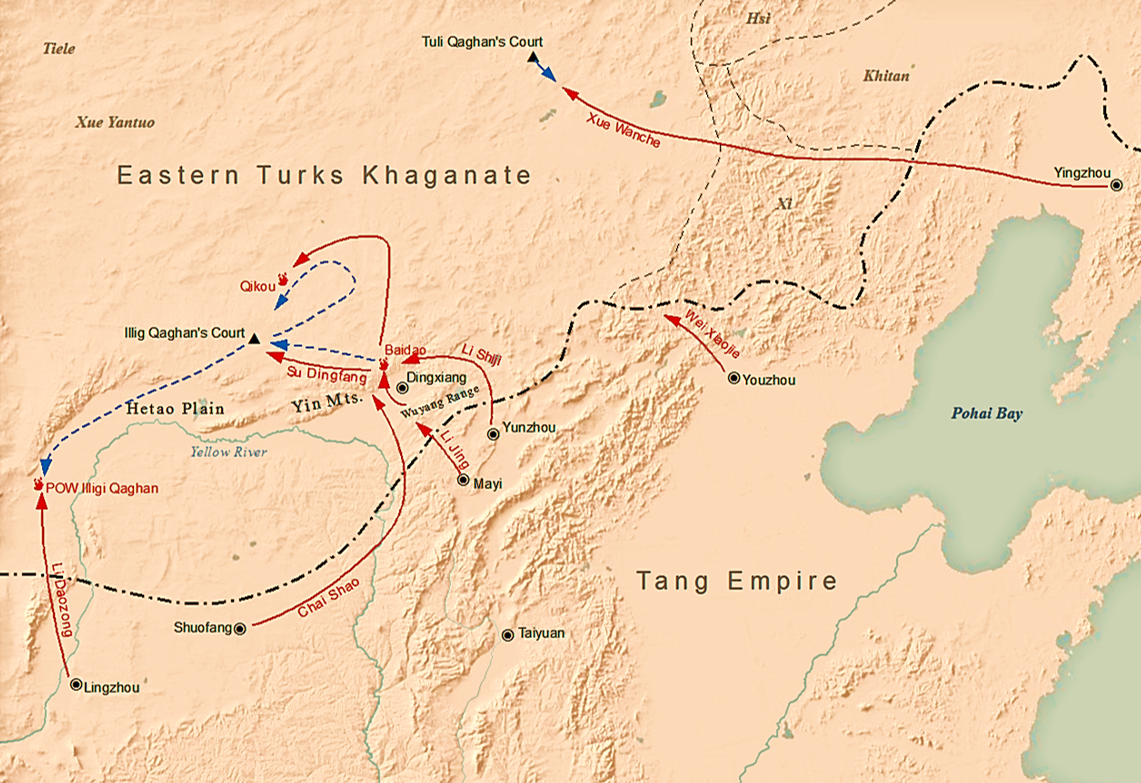
La campaña contra Tujue en 630

Después de que el emperador Taizong asumió el trono, convirtió a Li Shiji en el comandante de la prefectura de Bing (并州, más o menos moderno Taiyuan, Shanxi). En 629, cuando el emperador Taizong lanzó un gran ataque contra Jiali Khan Ashina Duobi (también conocido como Eastern Tujue) Jieli Khan o Illig Qaghan), comandado por Li Jing, Li Shiji fue uno de los principales generales bajo el mando de Li Jing y estuvo a cargo de una de las cuatro puntas de ataque. En la primavera de 630, después de que Li Shiji derrotó a las fuerzas orientales de Tujue en Baidao (白道, en la moderna Hohhot, Mongolia Interior) y después de que Li Jing derrotó a las fuerzas principales de Ashina Duobi y obligó a Ashina Duobi a huir, se reunió con Li Jing y decidió, a pesar de que Ashina Duobi afirmó buscar la paz, atacar a Ashina Duobi, derrotar él otra vez y capturando a la mayoría de las fuerzas restantes de Ashina Duobi. (Ashina Duobi mismo huyó aún más y luego fue capturado por las fuerzas bajo el mando del primo del emperador Taizong, Li Daozong, el Príncipe del condado de Rencheng.) 
Mientras tanto, cuando el hijo del emperador Taizong, Li Zhi, el Príncipe de Jin, fue nombrado comandante nominal de Bing Precture (pero en realidad no informó a Bing), el título de Li Shiji se convirtió en el secretario general de Bing, pero continuó sirviendo efectivamente como comandante. En 637, como parte del plan del emperador Taizong para otorgar prefecturas a sus parientes y grandes generales y funcionarios como sus dominios permanentes, el título de Li Shiji se cambió a Duque de Ying, y se le otorgó el cargo de prefecto de la Prefectura de Qi (蘄州, aproximadamente moderno Huanggang, Hubei), para ser heredado por sus herederos, pero Li Shiji permaneció en Bing y en realidad no se reportó a Qi. Sin embargo, pronto, con muchas objeciones al sistema, la más fuerte de las cuales provino de Zhangsun Wuji, el emperador Taizong canceló el plan, aunque el título de Li Shiji seguía siendo duque de Ying. En 641, al discutir sobre Li Shiji, a quien los relatos históricos indicaron que la gente obedeció sin quejas, el emperador Taizong hizo el comentario: 

El emperador Yang de Sui trabajó con la gente para construir la Gran Muralla para defenderse de los ataques de Tujue, pero no sirvió de nada. Todo lo que tenía que hacer era poner a Li Shiji en Jinyang [(es decir, la Prefectura de Bing)], y ni siquiera habría polvo volando en el aire. ¿No es él una Gran Muralla más impresionante?

 en el invierno de 641, el emperador Taizong lo ascendió al puesto de ministro de defensa. Pronto, sin embargo, incluso antes de que Li Shiji pudiera partir hacia Chang'an, Zhenzhu Khan Yi'nan de Xueyantuo, creyendo que el Emperador Taizong estaba a punto de realizar un gran sacrificio a los dioses del Monte Tai y, por lo tanto, no tendría tiempo para el ejército. acción, lanzó un gran ataque contra el vasallo de Tang, el Qilibi Khan Ashina Simo, a quien el Emperador Taizong había creado el khan de un restablecido Tujue Oriental en 639. Ashina Simo no pudo resistir y se retiró dentro de la Gran Muralla a la Prefectura de Shuo (más o menos moderna Shuozhou, Shanxi). El emperador Taizong lanzó ejércitos, ordenados por cinco generales, incluido Li Shiji, para ayudar a los Tujue del Este. Alrededor del nuevo año 641, Li Shiji se enfrentó a las fuerzas de Xueyantuo, bajo el mando del hijo de Yi'nan, Dadu (大度), en el río Nuozhen (諾真水, que fluye a través de Baotou moderno, Mongolia Interior), derrotando a las fuerzas de Xueyantuo y obligándolos a huir. (Según los comentarios que Li Shiji hizo en 644 mientras abogaba por una campaña contra Goguryeo, parecía que Li Shiji quería avanzar más para tratar de destruir a Xueyantuo, pero el Emperador Taizong, a instancias de Wei Zheng, le ordenó que se detuviera.) Li Shiji posteriormente regresó a Chang'an para servir como ministro de defensa. 
En 643, cuando el Emperador Taizong encargó los Retratos en el Pabellón Lingyan para conmemorar a los 24 grandes contribuyentes al gobierno Tang, Li Shiji fue uno de los retratos comisionados. En la primavera de ese año, cuando el hijo del emperador Taizong, Li You (李祐) el Príncipe de Qi, enojado con su secretario general Quan Wanji (權萬紀), mató a Quan y luego declaró una rebelión, el emperador Taizong envió a Li Shiji para atacar a Li You, aunque incluso antes de que llegaran las fuerzas de Li Shiji, los subordinados de Li You lo capturaron. Posteriormente, en el verano de 643, cuando se reveló que Li Chengqian, el Príncipe Heredero, había planeado derrocar al Emperador Taizong, ya que temía que el Emperador Taizong lo reemplazara con su hermano Li Tai, el Príncipe de Wei, el Emperador Taizong tuvo a Li Shiji. con otros funcionarios clave, Zhangsun Wuji, Fang Xuanling, Xiao Yu, así como funcionarios a cargo de la corte suprema, la oficina legislativa y la oficina de examen, investigan. Confirmaron la culpabilidad de Li Chengqian. El emperador Taizong depuso a Li Chengqian y, creyendo que las maquinaciones de Li Tai eran responsables de la caída de Li Chengqian, también degradó a Li Tai y los exilió a ambos, creando en su lugar al príncipe heredero Li Zhi. Li Shiji recibió el título adicional como el nuevo jefe de familia del príncipe heredero, y también recibió un título recién creado de Tong Zhongshu Menxia Sanpin (同中書門下三品), cuyo título lo designó como canciller de facto . 
Los relatos históricos indicaron que en un momento, cuando Li Shiji estaba repentinamente enfermo, los libros de medicina indicaban que las cenizas de la barba podrían beneficiarlo, y por lo tanto, el Emperador Taizong se cortó la barba y la quemó para mezclarla con la medicina. Después de que Li Shiji mejoró, se inclinó para agradecerle al emperador Taizong, tanto que sangraba de su frente golpeando el suelo, y el emperador Taizong respondió: "Lo hice por el imperio, no por ti. No necesitas agradecerme." Además, en una ocasión, cuando Li Shiji asistía a una fiesta imperial, el emperador Taizong declaró: "Estoy seleccionando, entre los grandes triunfadores, uno al que pueda confiar un huérfano [(es decir, el Príncipe Heredero)], y nadie Es más adecuado que tú. No le diste la espalda a Li Mi, y sé que no me darás la espalda". Li shiji estaba tan agradecido que lloró y se mordió el dedo con tanta fuerza que sangró. También en esa fiesta, cuando Li Shiji se emborrachó y se durmió, el Emperador Taizong se quitó su propia túnica imperial para cubrir a Li Shiji. 
En la primavera 644, cuando el emisario Tang a Goguryeo, Xiangli Xuanjiang (相里玄獎), regresó de Goguryeo, indicando que Yeon Gaesomun, el general de Goguryeo que luego controlaba la escena política allí, no estaba dispuesto a detener sus ataques contra Silla, luego un vasallo Tang, Li Shiji abogó por un ataque contra Goguryeo, y el Emperador Taizong estuvo de acuerdo, a pesar de la oposición de otros funcionarios, incluido Chu Suiliang. El emperador Taizong, después de varios meses de preparativos, lanzó un ataque en dos frentes contra Goguryeo en el invierno 644, con Li Shiji a cargo del ejército terrestre que contenía 60,000 soldados, en dirección a la península de Liaodong, y con Zhang Liang a cargo de la armada con 40,000. soldados, dirigiéndose directamente hacia la capital de Goguryeo, Pyongyang. El mismo emperador Taizong los siguió. 
En la primavera de 645, Li Shiji llegó a la prefectura You (幽州, más o menos el Beijing moderno), y luego se dirigió al territorio de Goguryeo. Junto con Li Daozong, capturó a Gaemo (蓋牟, en el actual Fushun, Liaoning), y luego puso la importante ciudad de Liaodong/Yodong (遼東, actual Liaoyang, Liaoning) bajo asedio. Después de que el mismo emperador Taizong llegó, Liaodong cayó. Las fuerzas Tang continuaron dirigiéndose hacia el sureste, hacia el río Yalu, poniendo a Ansi (安市, actual Anshán, Liaoning) bajo asedio. Cuando un gran ejército de Goguryeo, comandado por los generales Go Yeonsu (高延壽) y Go Hyezin (高惠真) llegó, el Emperador Taizong hizo que Li Shiji ordenara a 15 000 hombres para servir como señuelo, y cuando las fuerzas de Goguryeo atacaron a Li Shiji, Zhangsun Wuji los atacó por detrás con 11 000 hombres, y Li Shiji y Zhangsun, así como el propio Emperador Taizong, derrotaron a las fuerzas de Goguryeo, obligando a su rendición en la conocida como batalla del monte Zhubi. Luego consideró atacar directamente a Pionyang, pero Li Shiji creía que si Ansi no era capturado primero, el general al mando de Ansi (un general capaz conocido en las leyendas populares coreanas como Yang Manchun, aunque se desconoce si ese era su verdadero nombre), podría atacar a las fuerzas Tang desde la retaguardia. El emperador Taizong estuvo de acuerdo, y por lo tanto puso a Ansi bajo asedio nuevamente. 
Sin embargo, el comandante de Ansi era un defensor capaz, y la resolución de los defensores se fortaleció cuando Li Shiji, enojado, declaró que después de la caída de la ciudad todos los residentes serían asesinados. En el otoño de 645, incapaz de capturar a Ansi, con pocos suministros de alimentos, el emperador Taizong ordenó una retirada, con Li Shiji y Li Daozong sirviendo como retaguardia. 
En 646, con Xueyantuo en agitación interna debido a la crueldad de Duomi Khan Bazhuo (hijo de Yi'nan), el emperador Taizong envió a Li Daozong para lanzar un ataque importante contra Xueyantuo, derrotando a las fuerzas de Xueyantuo. Bazhuo huyó, pero luego fue atacado y asesinado por Huige, que se hizo cargo del territorio Xueyantuo. Las fuerzas restantes de Xueyantuo apoyaron al sobrino de Yi'nan Duomozhi como Yitewushi Khan. Duomozhi ofreció someterse, pero el emperador Taizong, temeroso de que Xueyantuo pudiera recuperarse y crear más problemas más tarde, envió a Li Shiji con un ejército hacia la ubicación de Duomozhi. Duomozhi se rindió, y Li atacó a las fuerzas restantes que no estaban dispuestas a someterse, derrotándolas y capturándolas. Entregó a Duomozhi a Chang'an, donde el emperador Taizong convirtió a Duomozhi en general. 
En 647, el emperador Taizong comenzó incursiones anuales contra Goguryeo, con la intención de debilitar las regiones fronterizas de Goguryeo, en preparación para otra futura gran ofensiva. Para las 647 incursiones, Li Shiji estaba a cargo de la punta de tierra, mientras que Niu Jinda (牛進達) estaba a cargo de la punta del mar. 
En el verano de 649, el emperador Taizong estaba gravemente enfermo (probablemente por consumir píldoras que le dieron los alquimistas), y él, que no confiaba completamente en Li Shiji, le dijo a Li Zhi: 

Li Shiji está lleno de habilidad y sabiduría, pero no le hiciste ningún favor, y puede ser difícil para él ser fiel a ti. Voy a exiliarlo ahora. Si se va de inmediato, promueve que sea  Pushe  [(僕射, jefe de la importante oficina ejecutiva del gobierno)] y confía en él después de mi muerte. Si él duda, ejecútalo.

 Luego degradó a Li Shiji al puesto del comandante de la Prefectura de Die (疊州, más o menos moderna Prefectura Autónoma Tibetana de Gannan, Gansu). Li Shiji, después de recibir la orden, partió sin dudarlo. (El historiador moderno Bo Yang, al comentar sobre este incidente, opinó que esto mostraba que, en el interior, ni Li Shiji ni el emperador Taizong confiaban realmente el uno en el otro, ya que Li Shiji era demasiado capaz para el gusto del emperador Taizong. Otra explicación es que el Taizong estaba jugando un viejo truco para probar la lealtad de Li Shiji. Mientras está vivo, pudo manejar a Li Shiji; temía que su hijo no pudiera hacerlo después de su muerte. Intencionalmente degradó a Li Shiji para probar su respuesta. Si Li Shiji mostró alguna duda o infelicidad, habría sido ejecutado y el nuevo emperador no tendría que tratar con él. Si Li Shiji no mostró ninguna emoción por la degradación, el nuevo emperador puede promocionarlo para mostrar que le gustaba para que Li Shiji le fuera leal. Esto resultó ser un mal movimiento. Años más tarde, cuando Gaozong intentó hacer Wu Zetian (武則天) su emperatriz contra la oposición de la mayoría de los altos funcionarios, Li Shiji puso decisivamente el asunto a favor de Wu Zetian al decir que es un problema interno de Gaozong. Nueve días después, el emperador Taizong murió y fue sucedido por Li Zhi (como el emperador Gaozong).

## Durante el reinado del emperador Gaozong
Casi inmediatamente después de tomar el trono, el emperador Gaozong promovió a Li Shiji para que fuera el general a cargo de Luoyang. (Como el Emperador Gaozong también, al mismo tiempo, declaraba que se debía observar el tabú de nombres en cuanto a los caracteres shi y min (El Emperador Taizong, como su nombre tenía dos caracteres comunes, anteriormente solo ordenaba que el tabú de nombres se observara contra el uso) de shimin consecutivamente), a partir de entonces, Li Shiji se hizo conocido como Li Ji.) Casi de inmediato, el emperador Gaozong lo redistribuyó de nuevo al puesto de canciller de facto . Luego lo convirtió en Puye (Secretario Ejecutivo de Estado). 
En el invierno de 650, Li Ji solicitó ser relevado del cargo de Puye. El emperador Gaozong estuvo de acuerdo, pero lo hizo permanecer como canciller de facto. 
En 653, el emperador Gaozong otorgó el título altamente honorífico de Sikong (司空, Ministro de Obras) sobre Li Ji, quien continuó siendo canciller de facto . 
En 655, con el emperador Gaozong habiendo perdido el favor de su esposa, la Emperatriz Wang y favoreciendo enormemente a su concubina Consort Wu, quiso deponer a la emperatriz Wang y crear la emperatriz Consort Wu. Casi todos los funcionarios de alto nivel se opusieron, dado que Consort Wu había sido previamente una concubina del Emperador Taizong y, por lo tanto, tenerla como esposa se consideraría incesto, y por el hecho de que la Emperatriz Wang era de un clan honrado mientras Consort Wu, mientras que ella misma de una familia noble, no nació tan bien, con las notables excepciones de Li Ji, Zhangsun Wuji y Yu Zhining, cada uno de los cuales guardó silencio, aunque Zhangsun y Yu mostraron su desaprobación. La oposición de Chu Shuiliang fue particularmente ferviente. Sin embargo, cuando el Emperador Gaozong convocó a Li Ji para pedirle su opinión, Li Ji respondió: "Este es el asunto de su familia, Su Majestad Imperial. ¿Por qué preguntar a alguien más? Por lo tanto, el emperador Gaozong depuso a la emperatriz Wang y su aliado Consort Xiao a un rango más común y creó a la emperatriz Consort Wu, haciendo que Li Ji sirviera como emisario ceremonial. (Más tarde, a pedido de la emperatriz Wu, el emperador Gaozong ejecutó aún más a la ex emperatriz Wang y al consorte Xiao.) La emperatriz Wu pronto se hizo dominante en la corte, instalando a funcionarios que favorecían su ascensión en cargos de canciller y llevando a cabo una purga casi completa de los funcionarios que se opusieron a ella o mostraron desaprobación, incluso incluyendo a Zhangsun (quien, como tío del emperador Gaozong, fue un gran defensor por haber sido hecho príncipe heredero), pero Li Ji, al no haberse opuesto a ella, escapó de tales acciones. (Li Ji fue nombrado nominalmente a cargo de la investigación durante las falsas acusaciones contra Zhangsun por traición (presentada por el socio de la emperatriz Wu, Xu Jingzong), pero no parece que fuera realmente responsable de la desaparición de Zhangsun.) En 663, Li Ji estaba a cargo de la investigación de corrupción contra otro asociado de la emperatriz Wu, el canciller Li Yifu, lo que llevó a la destitución de Li Yifu, aunque, una vez más, la participación de Li Ji no estaba clara. 

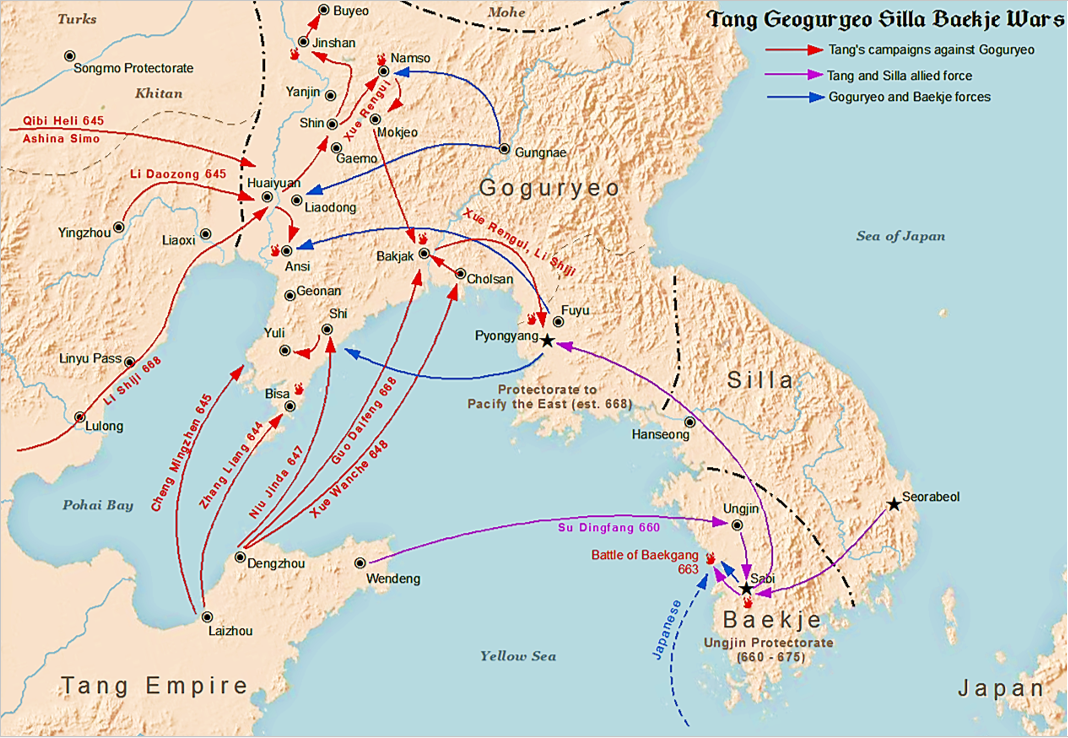
Guerra Tang-Goguryeo.

Alrededor del año nuevo 667, después de la muerte de Yeon Gaesomun y las luchas internas entre los hijos de Yeon,  Yeon Namsaeng y Yeon Namgeon, lo que llevó a Yeon Namsaeng a huir a Tang, el emperador Gaozong lanzó un ejército, comandado por Li Ji, con Yeon Namsaeng (en este punto renombrado Cheon Heonseong/Quan Nansheng, como Yeon (淵) era el mismo personaje que el nombre del emperador Gaozu y, por lo tanto, no se puede usar por tabú de nombres) que le servía de guía. En el otoño de 667, Li Ji capturó por primera vez a Sinseong (新城, en Fushun moderno, Liaoning), y luego avanzó más. Mientras tanto, los generales que sirven debajo de él, Pang Tongshan (龐同善), Gao Kan (高侃), y Xue Rengui, también derrotaron a las fuerzas de Yeon Namgeon. Sin embargo, la flota comandada por Guo Daifeng (郭待封, El hijo de Guo Xiaoke) tuvo problemas con el suministro de alimentos y quiso buscar ayuda de Li Ji, pero temía que si su solicitud caía en manos de Goguryeo, su debilidad sería revelada, por lo que escribió la solicitud en código, escrita como poema, y lo envió a Li Ji. Li Ji, inicialmente sin comprender que era un código, estaba enojado porque Guo estaba escribiendo poemas en la primera línea, pero su secretario Yuan Wanqing (元萬頃) fue capaz de decodificar el poema, mostrando a Li Ji la solicitud, por lo que Li Ji envió suministros de comida a Guo. (Sin embargo, Yuan fue exiliado más tarde cuando escribió una declaración contra Goguryeo que decía: "¡Ni siquiera sabes defender el río Yalu!", Después de lo cual Yeon Namgeon respondió diciendo: "¡Acepto tu sugerencia!" Y defendió el río Yalu, no permitiendo que Li Ji cruce.) Solo en el otoño de 668, Li Ji pudo cruzar el río Yalu y avanzar a Pyongyang y sitiar la ciudad. El rey Bojang, el hermano menor de Yeon Namgeon, Yeon Namsan, y varios funcionarios se rindieron, pero Yeon Namgeon continuó luchando. Sin embargo, unos días después, su general, el monje budista Shin Seong (信誠), abrió las puertas de la ciudad y se rindió. Yeon Namgeon intentó suicidarse, pero fue capturado y salvado por las fuerzas Tang. Este fue el final de Goguryeo. Más tarde ese año, después de que Li Ji regresó a Chang'an, se realizó una gran procesión en su honor, y alrededor del nuevo año 669, cuando el Emperador Gaozong ofreció sacrificios al Cielo, tuvo el sacrificio de Li Ji después de hacerlo, un honor extraordinario. 
Más tarde, en 669, Li Ji se enfermó. El emperador Gaozong convocó a todos los hermanos e hijos de Li Ji que estaban sirviendo fuera de la capital a Chang'an para que lo atendieran. Li Ji tomó solo los medicamentos que le dieron el emperador Gaozong y Li Hong, el príncipe heredero, pero rechazó el tratamiento médico y declaró: 

Yo solo era un granjero al este de las montañas [Yao]. Me encontré con emperadores sagrados y pude convertirme en uno de los Tres Excelencias. También tengo casi 80 años. ¿No es la protección del cielo? Cuánto tiempo será una vida ya está preordenado. ¿Cómo puedo pedir una vida más larga a los médicos?

 Un día, Li Ji convocó a su hermano menor, Li Bi ( 李弼  ) y le dijo a Li Bi que se sentía mejor ese día, y que debería convocar a todos sus parientes para celebrar un banquete. Al final de la fiesta, le dijo a Li Bi: 

Sé que mi enfermedad no se curará. Esta fiesta es una despedida para todos ustedes. No llores, pero escúchame. Vi con mis propios ojos cómo Fang Xuanling y Du Ruhui trabajaron duro toda su vida y establecieron su fama, pero se encontraron con descendientes malvados que volcaron sus clanes, sin más esperanza. Todos mis hijos y nietos están aquí, y se los confío. Después de que muera y me entierren, muévase a mi habitación y cuide a los jóvenes. Míralos con cuidado. Si alguno de ellos piensa de manera peligrosa o se asocia con personas sin virtudes, mátalos a golpes y luego informa al Emperador.

 No habló más, y no mucho después, alrededor del nuevo año 670, murió. Fue enterrado con honores extraordinarios cerca de Tang Zhaoling, la tumba del emperador Taizong; Por orden del emperador Gaozong, su tumba se convirtió en la forma de varias grandes montañas dentro del territorio oriental de Tujue y Xueyantuo, para conmemorar sus victorias sobre ellas. La tumba ahora comparte un sitio con el Museo Zhaoling. 
El historiador de la Dinastía Song, Sima Guang, en su Zizhi Tongjian, declaró: 

Li Ji, como comandante militar, estaba lleno de estrategias y era capaz de tomar excelentes decisiones. Cuando discutió problemas con otros, aceptó buenas sugerencias tan rápido como el agua que fluye. Cuando logró una victoria, acreditó a sus subordinados. Los premios de oro, plata y seda que recibió fueron distribuidos a sus oficiales y soldados. La gente estaba dispuesta a sacrificarse por él, así que cada vez que lanzaba un ataque, siempre tenía éxito. Siempre seleccionó, como sus oficiales, aquellos con apariencias adecuadas y que fueran tolerantes y serios. Cuando se le preguntó por qué, su respuesta fue: "Los que tienen mala suerte no tendrán éxito". Su reinado sobre su hogar fue estricto pero amoroso. Una vez, cuando estaba "Puye", su hermana estaba enferma y él personalmente le preparó gachas. De repente, una ráfaga de viento apagó la llama, que le quemó la barba. Su hermana dijo: "Tienes muchos sirvientes masculinos y femeninos. ¿Por qué tienes que esforzarte?" Él respondió: "No es que no tenga a quien pedir. Es solo que usted es viejo y yo soy viejo. ¿Realmente habría suficientes momentos para que yo pueda cocinar gachas para usted?

 El hijo mayor de Li Ji, Li Zhen (李震) lo falleció, por lo que el título de duque de Ying fue heredado por el hijo de Li Zhen, Li Jingye. En 684, después de la muerte del emperador Gaozong y después de que la emperatriz viuda Wu depuso a su tercer hijo con el emperador Gaozong, el Emperador Zhongzong, reemplazándolo por su cuarto hijo, el emperador Ruizong, pero estaba posicionado para tomar el trono, Li Jingye se levantó en rebelión. En represalia, la emperatriz viuda Wu destruyó la tumba de Li Ji, lo despojó póstumamente de sus títulos y mató a la mayoría, pero no a todos, de sus descendientes. En 705, después de que el Emperador Zhongzong fue restaurado luego de un golpe de Estado contra su madre (que entonces gobernaba como "Emperador" de su estado de Zhou), la tumba y los títulos de Li Ji fueron restaurados. 

## Cultura popular
Li Shiji a veces es venerado como un dios de la puerta en los templos Chinos y Taoístas, generalmente en asociación con Wei Zheng. 
Li Ji es una de las 32 figuras históricas que aparecen como personajes especiales en el videojuego Romance of the Three Kingdoms XI de Koei. 

### Citas
1. 1 2  The Old Book of Tang indicated that Li Shiji was 75 at the time of his death, while the New Book of Tang indicated that Li Shiji was 85 at the time of his death. Compare Old Book of Tang, vol. 67 with New Book of Tang, vol. 93. The Zizhi Tongjian, while not explicitly stating that Li Shiji was 75 at the time of his death, appeared to follow the Old Book of Tang by quoting Li Shiji as stating that he was satisfied with living almost to 80. See Zizhi Tongjian, vol. 201. (The New Book of Tang, containing apparently the same quote, had a slightly different version that had Li Shiji stating that he was satisfied with living over 80.)
2. ↑  «zh:兩千年中西曆轉換» (en chino tradicional). Academia Sinica.
3. ↑  Old Book of Tang, vol. 67.
4. ↑  New Book of Tang, vol. 93.
5. ↑  Old Book of Tang, vol. 67 indicates that Xu Shiji was 16 at the time he joined Zhai, but this conflicts with all other records on his birth date. While Zhai's uprising was not firmly dated in historical records, it was said to be at the end of Emperor Yang's Daye era (605–618), and if Xu Shiji was 16 in 610, it would not be at the end of the Daye era. Indeed, in 610, there would have been very few reasons for people to resist Emperor Yang's rule, as that would predate his disastrous campaigns against Goguryeo.
6. ↑  Whether Li Shiji captured Liu Heita, however, was disputed among traditional historians, although the majority view was that he did. See Liu's article for more details.
7. ↑  This account, generally now accepted, was adopted by the Zizhi Tongjian. See Zizhi Tongjian, vol. 191. However, the Old Book of Tang gave a different account: that Li Jing and Li Shiji both offered to assist Li Shimin in a coup attempt. See Old Book of Tang, vol. 64.
8. ↑  Bo Yang Edition of the Zizhi Tongjian, vol. 47.